# Друри, Уильям
Уильям Друри (англ. William Drury; 8 марта 1550—1590) — английский землевладелец и политический деятель.

## Биография
Уильям Друри был старшим сыном в семье эсквайра Роберта Друри и его жены Одри Рич, дочери сэра Ричарда Рича, 1-го барона Рич. Получил образование в школе Гротон и колледже Гонвилл-энд-Киз, входящего в Кембриджский университет. По окончании колледжа поступил в Линкольнс-Инн, но про его окончание история сведений не сохранила.
После смерти отца, а затем и деда Уильям унаследовал обширные земельные владения, благодаря которым у него были высокие доходы, что в 1578 году позволило устроить в своём поместье приём королевы Елизаветы I, устроив для неё «дорогой и изысканный обед». За год до этого, в 1577 году он получил должность мирового судьи в Саффолке.
С 1582 по 1583 год Уильям занимал должность главного шерифа Саффолка. В последующие годы он стал членом Палаты шахматной доски, государственного органа по управлению финансовой деятельности государства, но в июле 1587 года он покинул Англию и бежал в Европу, поскольку задолжал более 5000 фунтов стерлингов. В Нидерландах он служил под командованием барона Уиллоуби, который назначил его губернатором Берген-оп-Зома, в качестве которого он был популярен в городе.
В январе 1590 года Уильям был назначен полковником и во главе полка, численностью 1000 человек, был отправлен во Францию на помощь королю Генриху IV. Во время похода у него произошла ссора с сэром Джоном Боро, в результате которой он был тяжело ранен в руку и у него началась гангрена, от которой он вскоре умер, несмотря на ампутацию руки. После его смерти большая часть его поместий была продана за долги, поскольку он задолжал казне до своей смерти 3000 фунтов стерлингов.

## Семья
Был женат на Элизабет Стаффорд, дочери сэра Уильяма Стаффорда, в браке с которой у него было 6 детей (2 сына и 4 дочери).